# دييغو مانويل تشامورو
دييغو مانويل تشامورو (بالإسبانية: Diego Manuel Chamorro Bolaños) (و. 1861 – 1923 م) هو سياسي من نيكاراغوا .